# Vertrag von Mortefontaine
Der Vertrag von Mortefontaine (englisch Convention of 1800 oder Treaty of Mortefontaine, französisch Traité de Mortefontaine) beendete den Quasi-Krieg (englisch Quasi-War, französisch Quasi-guerre) von 1798 bis 1800, einen unerklärten Krieg zwischen Frankreich und den Vereinigten Staaten von Amerika.

## Vorgeschichte und Inhalt des Vertrags
Die Verhandlungen zwischen Frankreich und den Vereinigten Staaten wurden durch die XYZ-Affäre erschwert, die zur Rücksendung der amerikanischen Unterhändler Charles Cotesworth Pinckney und John Marshall führte, obwohl die Vereinigten Staaten Frankreich ähnliche Bedingungen wie im Jay-Vertrag mit Großbritannien angeboten hatten. Am 18. Februar 1799 entsandte der amerikanische Präsident John Adams wieder Unterhändler nach Frankreich. Die Forderung der USA nach einer Entschädigung in Höhe von 20 Millionen US-Dollar für Schiffsverluste war jedoch ein schwierig zu lösendes Problem. Im Vertrag von Mortefontaine, der am 30. September 1800 abgeschlossen wurde, wurde ein Ende der französischen Freibeuterattacken auf US-Schiffe vereinbart. Im Gegenzug sicherten die USA ihre Neutralität im Konflikt Frankreichs mit Großbritannien zu. Da im Vertrag auf die Frage der Entschädigung der amerikanischen Schiffseigner für Verluste vor und während des Quasi-Krieges nicht eingegangen wurde, wurde dieser erst im Dezember 1801 vom Kongress ratifiziert.